# Wirczyk konwaliowaty
Wirczyk konwaliowaty (Vorticella convallaria) – jest "protistem zwierzęcym" (pierwotniakiem) należącym do typu orzęsków (Ciliata) z rodzaju wirczyk. Ma kształt podobny do odwróconego dzwonu.  Osiąga wielkość 50 μm - 90 μm bez nóżki. Nóżka ma zwykle długość w granicach 100 - 500 μm. Prowadzi z reguły osiadły tryb życia przyczepiając się do podłoża za pomocą nóżki. Żywi się glonami i bakteriami.